# Couffy
Couffy és un municipi francès, situat al departament del Loir i Cher i a la regió de Centre – Vall del Loira. L'any 2007 tenia 560 habitants.

## Demografia

### Població
El 2007 la població de fet de Couffy era de 560 persones. Hi havia 244 famílies, de les quals 68 eren unipersonals (12 homes vivint sols i 56 dones vivint soles), 92 parelles sense fills, 60 parelles amb fills i 24 famílies monoparentals amb fills.
La població ha evolucionat segons el següent gràfic:
Habitants censats

### Habitatges
El 2007 hi havia 328 habitatges, 253 eren l'habitatge principal de la família, 49 eren segones residències i 26 estaven desocupats. 325 eren cases i 2 eren apartaments. Dels 253 habitatges principals, 216 estaven ocupats pels seus propietaris, 34 estaven llogats i ocupats pels llogaters i 3 estaven cedits a títol gratuït; 3 tenien una cambra, 18 en tenien dues, 45 en tenien tres, 69 en tenien quatre i 118 en tenien cinc o més. 191 habitatges disposaven pel capbaix d'una plaça de pàrquing. A 111 habitatges hi havia un automòbil i a 121 n'hi havia dos o més.

### Piràmide de població
La piràmide de població per edats i sexe el 2009 era:
| Homes | Edats   | Dones |
| ----- | ------- | ----- |
| 0     | 95 o +  | 0     |
| 0     | 90 a 94 | 4     |
| 8     | 85 a 89 | 4     |
| 8     | 80 a 84 | 0     |
| 16    | 75 a 79 | 16    |
| 8     | 70 a 74 | 20    |
| 24    | 65 a 69 | 20    |
| 16    | 60 a 64 | 12    |
| 12    | 55 a 59 | 16    |
| 20    | 50 a 54 | 16    |
| 24    | 45 a 49 | 20    |
| 12    | 40 a 44 | 8     |
| 16    | 35 a 39 | 20    |
| 36    | 30 a 34 | 20    |
| 8     | 25 a 29 | 16    |
| 24    | 20 a 24 | 4     |
| 8     | 15 a 19 | 4     |
| 12    | 10 a 14 | 24    |
| 32    | 5 a 9   | 8     |
| 20    | 0 a 4   | 8     |

## Economia
El 2007 la població en edat de treballar era de 332 persones, 231 eren actives i 101 eren inactives. De les 231 persones actives 212 estaven ocupades (114 homes i 98 dones) i 19 estaven aturades (7 homes i 12 dones). De les 101 persones inactives 47 estaven jubilades, 27 estaven estudiant i 27 estaven classificades com a «altres inactius».

### Ingressos
El 2009 a Couffy hi havia 246 unitats fiscals que integraven 561 persones, la mediana anual d'ingressos fiscals per persona era de 16.547 €.

### Activitats econòmiques
Dels 22 establiments que hi havia el 2007, 2 eren d'empreses de fabricació d'altres productes industrials, 6 d'empreses de construcció, 3 d'empreses de comerç i reparació d'automòbils, 2 d'empreses de transport, 1 d'una empresa immobiliària, 5 d'empreses de serveis i 3 d'empreses classificades com a «altres activitats de serveis».
Dels 7 establiments de servei als particulars que hi havia el 2009, 2 eren fusteries, 1 lampisteria, 2 electricistes, 1 perruqueria i 1 agència immobiliària.
L'únic establiment comercial que hi havia el 2009 era una botiga de menys de 120 m².
L'any 2000 a Couffy hi havia 25 explotacions agrícoles que ocupaven un total de 490 hectàrees.

## Equipaments sanitaris i escolars
El 2009 hi havia una escola elemental integrada dins d'un grup escolar amb les comunes properes formant una escola dispersa.

## Poblacions més properes
El següent diagrama mostra les poblacions més properes.